# Pale Blue Dot
 Denne artikel bør gennemlæses af en person med fagkendskab for at sikre den faglige korrekthed.

Pale Blue Dot oversat blege blå plet er en tale af Carl Sagan. Talen omhandler jorden med den holdning at menneskene skal være bedre til at passe på hinanden. Carl Sagan bruger her som argument, at der ikke kan komme nogen udefra og redde os, da der endnu ikke er fundet liv andre steder i universet, vis noget går galt.
Pale blue dot er også et billede taget af NASA.
Talen ale Blue Dot bruges i sidste afsnit af dokumentarserien Cosmos, som har Neil deGrace tyson som vært. Carl Sagan er selv medforfatter på serien
 Der er for få eller ingen kildehenvisninger i denne artikel, hvilket er et problem. Du kan hjælpe ved at angive troværdige kilder til de påstande, som fremføres i artiklen.